# Климківка (Горлицький повіт)
Климківка (пол. Klimkówka) — лемківське село в Польщі, у гміні Ропа Горлицького повіту Малопольського воєводства. Населення — 313 осіб (2011).

## Історія
Час виникнення села невідомий, але фактично існувало вже в 1435 р. Перша церква збудована в 1533 р.
У 1856 р. була приходська школа, з 30 дітей шкільного віку навчалося 18, учителем був Іван Хованський. Під час Першої світової війни 11 жителів вивезено до Талергофу.
До середини XX ст. в регіоні переважало лемківське населення. У 1939 році з 620 жителів села — 510 українців, 95 поляків (у присілку Фляша) і 15 євреїв. У 1940 р. 49 родин емігрувало до СРСР. До 1945 р. в селі була греко-католицька парохія Горлицького деканату, до якої належали також Лосє і Ропа, метричні книги велися з 1784 року.
У 1975—1998 роках село належало до Новосондецького воєводства.

## Демографія
Демографічна структура станом на 31 березня 2011 року:
|          | Загалом | Допрацездатний вік | Працездатний вік | Постпрацездатний вік |
| -------- | ------- | ------------------ | ---------------- | -------------------- |
| Чоловіки | 165     | 28                 | 105              | 32                   |
| Жінки    | 148     | 24                 | 91               | 33                   |
| Разом    | 313     | 52                 | 196              | 65                   |

## Пам'ятники
Об'єкти, перераховані в реєстрі пам'яток Малопольського воєводства:
- Греко-католицька церква Успіння Богородиці з 1914 р., у 1985 р. церкву розібрано, а з матеріалу збудовано костел у зміненому вигляді.
- Каплиця дерев'яна XVIII ст. при цвинтарі.

## Інші об'єкти
Водосховище на річці Ропа у Климківці служило місцем зйомок замість Дніпра у фільмі Вогнем і мечем.